# Der Wachsblumenstrauß (2005)
Der Wachsblumenstrauß (Originaltitel: After the Funeral) ist eine Langfolge aus der zehnten Staffel der britischen Fernsehserie Agatha Christie’s Poirot aus dem Jahr 2005 von Maurice Phillips. Es handelt sich um die Verfilmung des gleichnamigen Romans von Agatha Christie aus dem Jahr 1953.

## Handlung
Der äußerst wohlhabende Richard Abernethie ist verstorben. Als sich seine Hinterbliebenen zur Testamentseröffnung versammeln, wird klar, dass wider Erwarten nicht der Lieblingsneffe George das Erbe antreten wird, sondern im Gegenteil der Besitz veräußert und gleichmäßig unter den übrigen Verwandten aufgeteilt werden soll. In der anschließenden Diskussion fragt die Schwester des Verstorbenen namens Cora Gallaccio, ob die anderen denn nicht wüssten, dass ihr Bruder ermordet worden sei. Der Rest der Familie zweifelt das jedoch stark an. Am darauffolgenden Tag findet man wiederum Cora tot in ihrem Haus. Offensichtlich wurde sie von einem Einbrecher überrascht und mit einer Axt hingerichtet. Der Anwalt der Familie ruft Hercule Poirot herbei, um scheinbar nur diesen Mord untersuchen zu lassen. In Wirklichkeit hat auch der Anwalt Zweifel am natürlichen Ableben Richard Abernethies. Zudem verschwinden Unterlagen und das Testament stellt sich als Fälschung heraus. Daraufhin werden einige Familiengeheimnisse gelüftet, doch Poirot tappt weiterhin im Dunkeln. Zu raffiniert sind die Winkelzüge des Mörders. Schließlich ist es ein winziges Detail einen Wachsblumenstrauß betreffend, das Poirot hilft, den wahren Täter zu überführen.

## Drehorte
Rotherfield Park, East Tisted, Alton, Hampshire, England, UK (‚Enderby Hall‘).

## Belege
1. ↑   Freigabebescheinigung für Der Wachsblumenstrauß. Freiwillige Selbstkontrolle der Filmwirtschaft, Mai 2012 (PDF; Prüfnummer: 133 117 V).